# Lean project management
Predefinição:More citations needed
Lean project management, ou Gerenciamento de Projetos Enxuto, ou ainda Metodologia Lean aplicada à gestão de projetos, é a aplicação de conceitos enxutos, tais como lean construction, lean manufacturing e lean thinking à gerência de projetos.
O gerenciamento de projeto enxuto tem muitas ideias em comum com outros conceitos enxutos; entretanto, o princípio principal do gerenciamento de projeto enxuto é entregar mais valor com menos desperdício num contexto de projeto.
O Gerenciamento de Projetos Enxuto aplica os cinco princípios do pensamento enxuto para gerência de projetos.
"Lean" é um método sistemático para a eliminação de desperdícios ("Muda") num sistema de fabrico. O Lean também leva em consideração os resíduos gerados por sobrecarga ("Muri") e os resíduos gerados por irregularidades nas cargas de trabalho ("Mura"). Trabalhando da perspetiva do cliente que consome um produto ou serviço, "valor" é qualquer ação ou processo pelo qual um cliente estaria disposto a pagar.
A abordagem enxuta torna óbvio o que agrega valor, reduzindo tudo o mais que não agrega valor. Esta filosofia de gestão é derivada principalmente do Sistema de Produção da Toyota (TPS) e identificada como "enxuta" (lean) apenas nos anos 90. O TPS é conhecido pelo seu foco na redução dos sete desperdícios originais da Toyota para melhorar o valor geral do cliente, mas há diferentes perspectivas sobre como isso pode ser melhor alcançado. O crescimento constante da Toyota, de uma pequena empresa à maior fabricante de automóveis do mundo, chamou a atenção de como alcançou esse sucesso.

## Tipos
No geral, pode-se dizer que um projeto é Lean se aplicar os princípios do pensamento enxuto. Existem, no entanto, diferentes implementações dessa ideia que não aplicam necessariamente todos os princípios com o mesmo peso.
Dois tipos bem conhecidos são o "Kanban" e o "Last Planner System".
O termo Kanban vem da indústria mas foi adaptado para desenvolvimento de software por David Anderson quando ele trabalhava na Microsoft em 2005 e herdou uma equipa de manutenção de baixo desempenho. O sucesso da abordagem naquele ambiente levou Anderson a experimentar o Kanban em projetos, com resultados igualmente positivos. Conforme Anderson divulgou as suas descobertas em palestras e no seu livro, os desenvolvedores de software começaram a experimentar o Kanban e agora é um dos métodos mais amplamente usados para gerir projetos de desenvolvimento ágil de software.
O Last Planner System é usado principalmente na construção e concentra-se particularmente em puxar e fluir, mas talvez mais importante do que isso é ênfase numa abordagem colaborativa na qual todos os negócios trabalham juntos para criar uma representação visual do trabalho que precisa de ser feito.

## Conceitos Relacionados
- Lean product development
- Lean startup
- Lean construction
- Kanban (development)
- Lean software development
- Agile software development
- Agile management